# Wykaz podobozów Groß-Rosen

## Podobozy KL Groß-Rosen

### Podobozy pracy przymusowej
Wobec szczątkowego zachowania archiwów SS dotyczących Groß-Rosen, krótkiego czasu funkcjonowania niektórych komand zewnętrznych, oraz burzliwego czasu ich istnienia przy zbliżającym się froncie wschodnim, trudno jest stworzyć jednoznaczną listę podobozów Groß-Rosen. Listy publikowane w pracach naukowych różnią się w niektórych aspektach, w ostatnich latach odkryto również nowe jednostki administracyjne SS wchodzące w skład Groß-Rosen, m.in. na terenie byłej Niemieckiej Republiki Demokratycznej.
| Lp.  | Nazwa obozu                          | Współczesna miejscowość             | Czas istnienia                                                             | Przeznaczenie i uwagi | Liczba więźniów                                                                                     | Najemca |
| ---- | ------------------------------------ | ----------------------------------- | -------------------------------------------------------------------------- | --- | --------------------------------------------------------------------------------------------------- | --- |
| 1.   | AL Aslau                             | Osła                                |                                                                            | Produkcja myśliwców nocnych Focke-Wulf Ta 154 | | |
| 2.   | AL Bad Charlottenbrunn               | Jedlina-Zdrój                       |                                                                            | Podobóz męski. Różne prace na rzecz kierownictwa robót podziemnych, które miało tu swoją siedzibę.                                                    | | |
| 3.   | AL Bad Warmbrunn                     | Cieplice Śląskie                    | 1944                                                                       | Prace w fabrykach w rejonie Cieplic i Piechowic | poniżej 1000 osób                                                                                   | „Dorris-Fuller Bad Warmbrunn” |
| 4.   | AL Bad Salzbrunn                     | Szczawno-Zdrój                      |                                                                            | | | |
| 5.   | AL Bautzen                           | Budziszyn (RFN)                     | 1 X 1944 – 19/30 IV 1945                                                   | Praca w fabryce | 1000-1500 (Polacy i Żydzi)                                                                          | Waggon- und Maschinenfabrik (WUMAG) vorm. Busch Bautzen |
| 6.   | AL Bernsdorf                         | Bernartice (powiat Trutnov)         |                                                                            | | | |
| 7.   | AL Bernsdorf Friedeberg              |                                     |                                                                            | | | |
| 8.   | AL Birnbäumel                        | Gruszeczka                          |                                                                            | | | |
| 9.   | AL. Bolkenhain                       | Bolków                              | sierpień 1944 – luty 1945                                                  | Przemysł lotniczy | 500-1500 osób, głównie Żydzi                                                                        | Vereinigte Deutsche Metallwerke (VDM) |
| 10.  | AL Breslau I                         | Wrocław                             |                                                                            | | | |
| 11.  | AL Breslau II                        | Wrocław                             |                                                                            | | | |
| 12.  | AL Breslau-Hundsfeld                 | Wrocław Psie Pole                   |                                                                            | | | |
| 13.  | AL Breslau-Lissa                     | Wrocław-Leśnica                     | od lata 1942                                                               | Pierwszy podobóz. | | |
| 14.  | AL Brieg-Pampitz                     | Pępice, obecnie Skarbimierz-Osiedle | od 1939, jako filia KZ: 7 VIII 1944 – 23-25 I 1945                         | Budowa lotniska | Około 1000                                                                                          | |
| 15.  | AL Brünnlitz                         | Brněnec k. Svitav                   |                                                                            | | | |
| 16.  | AL Buchwald-Hohenwiese               | Bukowiec                            |                                                                            | | | |
| 17.  | AL Bunzlau I                         | Bolesławiec                         | 1941 (w ramach Groß-Rosen od V 1944) – 1945                                | Przemysł zbrojeniowy | Stan dzienny: 1000-1200. Przede wszystkim Żydzi, również Polacy i Rosjanie.                         | Holzbau Hubert Land i inne spółki |
| 18.  | AL Bunzlau II                        | Bolesławiec                         | Jesień 1944 – II 1945                                                      | Przemysł lotniczy | 500-600 osób (2/3 Polacy, 1/3 Sowieci)                                                              | Fahrzeug und Motorenwerke |
| 19.  | AL Christianstadt                    | Krzystkowice                        |                                                                            | Kombinat chemiczny Materiały wybuchowe | | Alfred Nobel Dynamit Aktien-Gesellschaft / IG Farben |
| 20.  | AL Dyhernfurth I                     | Brzeg Dolny                         |                                                                            | fabryka chemiczna (produkcja gazów bojowych, m.in. tabunu i sarinu)                                                                                   | ok. 450 osób na terenie samej fabryki                                                               | Anorgana GmbH |
| 21.  | AL Dyhernfurth II, lager Elfenheim   | Brzeg Dolny                         | przed 10 IX 1944 – 24 I 1945                                               | fabryka chemiczna (produkcja gazów bojowych, m.in. tabunu i sarinu)                                                                                   | ok. 3000 osób głównie Polacy, Rosjanie                                                              | Anorgana GmbH |
| 23.  | AL Faulbrück                         | Mościsko                            | 9 IV 1944 – I 1945                                                         | Wcześniej samodzielny męski obóz pracy dla więźniów pochodzenia żydowskiego. 9 IV 1944 włączony do Groß-Rosen. Więźniowie wykonywali prace budowlane. | | |
| 24.  | AL Freiburg                          | Świebodzice                         | 9 VI 1944 – I 1945                                                         | Podobóz. Praca w zakładach przemysłu precyzyjnego. | Około 200.                                                                                          | |
| 25.  | AL Friedland                         | Mieroszów                           | 8 IX 1944 – 8 V 1945                                                       | Podobóz męski. Praca w zakładach przemysłowych. | Kilkuset więźniów.                                                                                  | VDM, Fritz Schubert |
| 26.  | AL Fünfteichen                       | Miłoszyce                           | 1 XII 1943 – 21 I 1945                                                     | Budowa fabryki i produkcja zbrojeniowa | ok. 6000 więźniów (Polacy, Czesi, Żydzi, Francuzi)                                                  | Friedrich Krupp AG |
| 27.  | AL Gabersdorf                        | Trutnov Libeč                       |                                                                            | | | |
| 28.  | AL Gablonz (Reinowitz)               | Rýnovice część. Jabłońca n. Nysą    |                                                                            | | | |
| 29.  | AL Gassen                            | Jasień                              |                                                                            | Produkcja części lotniczych Foker-Wolf | ok. 700 osób                                                                                        | |
| 30.  | AL. Gebhardsdorf                     | Giebułtów                           |                                                                            | | | |
| 31.  | AL Gellenau                          | Jeleniów                            | 2 III 1943 – 31 III 1945                                                   | Podobóz kobiecy, później męski. | Roboty związane z budową tuneli.                                                                    | Christian Dierig AG |
| 32.  | AL Geppersdorf                       | Milęcice                            | I 1945 – 9 maja 1945                                                       | więźniowie z marszu śmierci z KL Auschwitz | ok. 400 osób                                                                                        | |
| 33.  | AL Görlitz, Biesnitzer Grund         | Görlitz                             | Podbóz żeński: 1 IX 1944 – 8 V 1945; podobóz męski: 8 VIII 1944 – 8 V 1945 | Komanda robocze w fabryce wagonów, broni przy budowie dróg i okopów                                                                                   | 1500-1630 (Żydówki i Żydzi)                                                                         | Waggon-und Maschinenbau AG (WuMag) |
| 34.  | AL Grafenort                         | Gorzanów                            | jesień 1944 – 8 V 1945                                                     | Podobóz męski i kobiecy. Kopanie rowów obronnych. | Około 100 więźniów i 200 więźniarek                                                                 | |
| 35.  | AL Gräben                            | Strzegom Grabina                    |                                                                            | | | |
| 36.  | AL Gräflich Röhsdorf                 | Skarbków cz. Mirska                 |                                                                            | | | |
| 37.  | AL Großkoschen                       | Großkoschen w Senftenberg (RFN)     | 1 X 1944 – 31 III 1945                                                     | Praca w fabryce. | 1500-2500 (Polacy, Rosjanie)                                                                        | Deutsche Aluminiumwerke |
| 38.  | AL Grulich                           | Králíky                             |                                                                            | | | |
| 39.  | AL Gruschwitz                        | Krauschwitz                         |                                                                            | | | |
| 40.  | AL Grünberg I                        | Zielona Góra                        |                                                                            | | | |
| 41.  | AL Grünberg II                       | Zielona Góra                        |                                                                            | | | |
| 42.  | AL Guben                             | Gubin                               |                                                                            | | | |
| 43.  | AL Halbau                            | Iłowa                               |                                                                            | | | |
| 44.  | AL Halbstadt                         | Meziměstí                           |                                                                            | | | |
| 45.  | AL Hartmannsdorf                     | Miłoszów                            | 20 IV 1944 – 1945                                                          | | | |
| 46.  | AL Hausdorf                          | Jugowice                            | od połowy 1944                                                             | Męski oddział roboczy. Prace przy budowie tuneli. | | |
| 47.  | AL Hirschberg                        | Jelenia Góra                        | Druga połowa 1943                                                          | Prace na rzecz firmy „Prix – Werke”. po wojnie zakłady włókien sztucznych „Celwiskoza”                                                                | Po przybyciu transportów ewakuacyjnych zimą 1944 blisko 2000 więźniów                               | Prix – Werke |
| 48.  | AL Hochweiler                        | Wierzchowice                        |                                                                            | | | |
| 49.  | AL Kaltenbrunn                       | Studzienno                          | ? – V 1945                                                                 | Oddział roboczy. | | |
| 50.  | AL Kamenz                            | Kamenz-Herrental                    | 1 XI 1944 – 10 III 1945                                                    | Praca w fabryce. | Około 1000, w tym 150 Żydów                                                                         | Daimler Benz AG |
| 51.  | AL Kittlitztreben                    | Trzebień                            |                                                                            | | | |
| 52.  | AL Klein Radisch                     | Klein Radisch k. Klitten            | do 23 I 1945                                                               | Praca w rolnictwie. | | |
| 53.  | AL Kleinschönau                      | Sieniawka                           | Obóz kobiecy 28 X 1944 – 30 III 1945; obóz męski: 27 I – 7 V 1945          | Fabryka produkcji samolotów Junkers | 1200–1500 (Polacy, Żydzi i Niemcy)                                                                  | Zittwerke Junkers Flugzeugfabrik |
| 54.  | AL Königszelt                        | Jaworzyna Śląska                    |                                                                            | | | |
| 55.  | AL Kretschamberg                     | Karczmarka                          |                                                                            | | | |
| 56.  | AL Kratzau                           | Chrastava                           |                                                                            | | | |
| 57.  | AL Kratzau II                        | Chrastava                           |                                                                            | | | |
| 58.  | AL Kunnerwitz                        | Kunnerwitz                          |                                                                            | Praca w rolnictwie | 25 osób                                                                                             | |
| 59.  | AL Kurzbach (Gruenthal)              | Bukołowo                            |                                                                            | | | |
| 60.  | AL Landeshut                         | Kamienna Góra                       | 16 VII 1944 – 8 V 1945                                                     | | obóz męski                                                                                          | więzniowie głównie wykonywali niewolniczą pracę na rzecz zakładów przemysłowych z terenu miasta i okolic, a także przy drążeniu tuneli i grot oraz przy budowie umocnień wojennych |
| 61.  | AL Langenbielau I (tzw. Sportschule) | Bielawa                             | 3 IX 1944 –?                                                               | Podobóz męski. Praca w fabrykach. | Ponad 1000, w większości Żydzi z Węgier.                                                            | Christian Dierig AG |
| 62.  | AL Langenbielau II                   | Bielawa                             | połowa 1944 – 8 V 1945                                                     | Podobóz kobiecy na terenie fabryki. Praca w przemyśle.                                                                                                | Kilkaset więźniarek pochodzenia żydowskiego.                                                        | G.P. Flechtner |
| 63.  | AL Laskowitz                         | Laskowice Oławskie                  | 1942−1943                                                                  | Budowa fabryki zbrojeniowej Bertha Werke. | Około 1500 Żydów.                                                                                   | Friedrich Krupp AG |
| 64.  | AL Lehmwasser                        | Glinica (Jedlina-Zdrój)             |                                                                            | | | |
| 65.  | AL Liebau                            | Lubawka                             |                                                                            | | | |
| 66.  | AL Ludwigsdorf I                     | Ludwikowice Kłodzkie                | 16 V 1944 – 8 V 1945                                                       | Męski oddział roboczy. Praca w zakładach przemysłowych.                                                                                               | Kilkuset więźniów pochodzenia żydowskiego.                                                          | Dynamit AG, Rüstungswerk |
| 67.  | AL Ludwigsdorf II                    | Ludwikowice Kłodzkie                | 23 VII 1944 – maj 1945                                                     | Podobóz kobiecy. Praca w zakładach przemysłowych. | Kilkaset więźniarek.                                                                                | Dynamit AG |
| 68.  | AL Mährisch Weisswasser              | Bílá Voda                           |                                                                            | | | |
| 69.  | AL Markstädt                         | Laskowice Oławskie                  | 1942−1943                                                                  | Budowa fabryki zbrojeniowej Bertha Werke | ok. 600 Żydów                                                                                       | Friedrich Krupp AG |
| 70.  | AL Märzdorf                          | Marciszów                           |                                                                            | | | |
| 71.  | AL Mittelsteine                      | Ścinawka Średnia                    | IV 1944 – 31 III 1945                                                      | Podobóz kobiecy. Praca w przemyśle lotniczym. | Kilkaset więźniarek.                                                                                | |
| 72.  | AL Morchenstern                      | Smržovka                            |                                                                            | | | |
| 73.  | AL Namslau                           | Namysłów                            |                                                                            | | | |
| 74.  | AL Neiße                             | Nysa                                |                                                                            | | | |
| 75.  | AL Neuhammer                         | Świętoszów                          |                                                                            | | | |
| 76.  | AL Neusalz/Oder                      | Nowa Sól                            | VI 1944 – 01.01.1945                                                       | Produkcja nici, uprawa i zbiór lnu, załadunek amunicji na samochody.                                                                                  | 900 Żydówek                                                                                         | Gruschwitz Textilwerke |
| 77.  | AL Niederoderwitz                    | Niederoderwitz k. Żytawa            | I 1945 – 12 II 1945                                                        | | | |
| 78.  | AL Niesky Wiesengrund                | Niesky (RFN)                        | 9 VI 1944 – 18 IV 1945                                                     | Praca przymusowa w fabryce | 1000-1200                                                                                           | Christoph&Unmack |
| 79.  | AL Nimptsch                          | Niemcza                             | Działał krótko od I 1945                                                   | Podobóz męski. | Około 200                                                                                           | |
| 80.  | AL Oberaltstadt                      | Trutnov Starè Město                 |                                                                            | | | |
| 81.  | AL Ober Hohenelbe                    | Hořejší Vrchlabí                    |                                                                            | | | |
| 82.  | AL Parschnitz I, II                  | Trutnov Poříčí                      |                                                                            | | | |
| 83.  | AL Peterswaldau                      | Pieszyce                            | 1 VII 1944 – 8 V 1945                                                      | Podobóz kobiecy podporządkowany AL Langenbielau I. Praca w zakładach przemysłowych.                                                                   | Kilkaset więźniarek.                                                                                | Ferdynand Hasse, Ignatz Dichl |
| 84.  | AL Prausnitz                         | Prusice                             |                                                                            | | | |
| 85.  | AL Pürschkau                         | Przybyszów                          |                                                                            | | | |
| 86.  | AL Rauscha                           | Ruszów                              |                                                                            | | | |
| 87.  | AL Reichenau                         | Rychnov u Jablonce n. Nisou         |                                                                            | | | |
| 88.  | AL Reichenbach                       | Dzierżoniów                         | 1 III 1944 – 8 V 1945                                                      | Rozbudowa fabryki sprzętu elektrycznego. | Kilkudziesięciu.                                                                                    | |
| 89.  | AL Rennersdorf                       | Rennersdorf k. Löbau                | 20 II – 8 III 1945                                                         | Obóz przejściowy | | Na potrzeby Niemiec |
| 90.  | AL Sackisch                          | Kudowa-Zdrój, Zakrze                | VII 1944 – 8 V 1945                                                        | Podobóz kobiecy. Praca w zakładach przemysłowych. | | Christian Dierig AG, Vereinigte Deutsche Metallwerke |
| 91.  | AL Schatzlar                         | Žacléř                              |                                                                            | | | |
| 92.  | AL Schertendorf                      | Przylep                             | październik 1944 – luty 1945                                               | Podobóz męski. Produkcja wagonów | ok. 200 (Żydzi narodowości węgierskiej)                                                             | Beuchelt & Co., Christ & Co. |
| 93.  | AL Schlesiersee I                    | Sława                               | lato 1944 – 20 I 1945                                                      | Podobóz kobiecy. Praca przy kopaniu rowów przeciwczołgowych.                                                                                          | 2000 (Żydówki narodowości polskiej, czeskiej, słowackiej, węgierskiej, holenderskiej i belgijskiej) | |
| 94.  | AL Schmiedeberg                      | Kowary                              |                                                                            | | | |
| 95.  | AL Schweidnitz                       | Świdnica                            | 1 poł. 1944 – 25 I 1945                                                    | Podobóz. Praca w zakładach metalowych. | Kilkuset więźniów.                                                                                  | |
| 96.  | AL Spohla/Brandhofen                 | Brandhofen k. Hoyerswerda           | 1 III – 21 IV 1945                                                         | Obóz przejściowy. Kopanie okopów. | | |
| 97.  | AL St. Georgenthal                   | Jiřetín pod Jedlovou                |                                                                            | | | |
| 98.  | AL Striegau                          | Strzegom                            | połowa 1944 – 1 II 1945                                                    | Podobóz kobiecy. Praca w roszarni lnu. | | Flaschwerk Mittelschlesien GmbH |
| 99.  | AL Treskau                           | Owińska                             |                                                                            | | | |
| 100. | AL Trautenau                         | Trutnov                             |                                                                            | | | |
| 101. | AL Waldenburg                        | Wałbrzych                           | 1 IX 1944 – 8 V 1945                                                       | Męski podobóz. | Kilkuset więźniów.                                                                                  | |
| 102. | AL Wüstewaltersdorf                  | Walim                               | X 1944 – II 1945                                                           | Męski oddział roboczy. Praca przy budowie tuneli. | | |
| 103. | AL Weisswasser                       | Horneburg                           | 9 IV 1944 – 28 II 1945                                                     | Kobieca grupa robocza w fabryce. | 5000 kobiet                                                                                         | Valvo Roehrenwerke |
| 104. | Wittichenau                          | Wittichenau                         |                                                                            | | | |
| 105. | AL Ziellerthal-Ermannsdorf           | Mysłakowice                         |                                                                            | | | |
| 106. | AL Zittau                            | Zittau                              |                                                                            | | | |

### Obozy wchodzące w skład kompleksu „Riese” wGórach Sowich
| Lp.  | Nazwa obozu                                | Współczesna miejscowość                                       | Czas istnienia           | Przeznaczenie | Liczba więźniów | Najemca |
| ---- | ------------------------------------------ | ------------------------------------------------------------- | ------------------------ | --- | --- | --- |
| 106. | AL Dörnhau                                 | Kolce                                                         | 1 V 1944 – 8 V 1945      | Prace budowlane, mosty, drogi, torowiska, być może także praca w sztolni w Osówce.                                                                 | Około 1500 greckich, węgierskich i polskich Żydów, według innych źródeł ok. 2500. W początkach 1945 podobóz przejął chorych z Jedlinki i zaczął pełnić rolę szpitala obozowego dla innych podobozów. | Arthur Becker-Tiefbay AG, Krause, Sager und Werner, Holzmann&Butzer.                                                                                         |
| 107. | AL Erlenbusch                              | Olszyniec                                                     | 1 VI 1944 – 4 V 1945     | Męski oddział roboczy. Przeładunek kolejowy, wykopy wodociągowe, utrzymywanie kolejki wąskotorowej.                                                | Około 1500 więźniów: Polacy, Rosjanie, Żydzi z Polski i Węgier. | |
| 108. | AL Falkenberg                              | Sokolec                                                       | 15 IV 1944 – 8 V 1945    | Męski oddział roboczy. Drążenie sztolni w górze Gontowa, budowa dróg i torowiska, prace naziemne i budowlane                                       | Do 1500 osób, głównie Żydzi. | Hoffmanneswerke, Wayss und Freytag, Hoch und Thiefbau, Deutsche Hoch und Tiefbaugesellschaft, Seidennspinner, Urban, Dybno, Fix.                             |
| 109. | AL Eule                                    | Sowina k. Sokolca                                             | 1 V 1944 – 13 I 1945     | Męski oddział roboczy. Budowa tuneli i dróg. | | |
| 110. | AL Fürstenstein                            | Wałbrzych – Książ                                             | 28 X 1944 – 8 V 1945     | Męski oddział roboczy. Drążenie sztolni pod zamkiem, budowa dróg, budynków.                                                                        | Ustalono 217 nazwisk, suma wielokrotnie większa. | Sänger und Laninger, Singer und Müller, Hegerfeld, Kemna und Co., Pischel.                                                                                   |
| 111. | AL Kaltwasser                              | Zimna Woda                                                    | 1 VIII 1944 – 28 II 1945 | Męski oddział roboczy. Różne prace na rzecz kompleksu „Riese”.                                                                                     | Około 1000 osób, polscy Żydzi. | Fix, Sago&Werner, Lentz. |
| 112. | AL Lärche                                  | Głuszyca, zbocze góry Soboń                                   | 20 X 1944 – V 1945       | Podobóz męski. Drążenie sztolni, budowa dróg, wykopów pod fundamenty, budowa wodociągów w Głuszycy.                                                | Około 1000? | Lingen |
| 113. | AL Märzbachtal                             | Głuszyca, Dolina Marcowego Potoku Dużego (Grosser Maerz-Bach) | VIII 1944 – V 1945       | Podobóz męski. Prace naziemne i leśne, oraz sztolnie w górze Soboń (?)                                                                             | Ponad 230 osób, może około 1200 (Żydzi węgierscy i polscy) | Weiden und Petersil |
| 114. | AL Oberwüstegiersdorf                      | Głuszyca Górna                                                | 15 V 1944 – V 1945       | Męski oddział roboczy. Przeładunek na potrzeby konstrukcji, roboty kanalizacyjne, budowa dróg.                                                     | Przynajmniej 1283 więźniów, głównie Żydów | Lenz, Steinhage, Shcallhorn |
| 115. | AL Schotterwerk – Sauferwassergraben       | Głuszyca Górna na zboczu góry Osówka, przy strumieniu Kłobia  | 24 XI 1944 – 8 V 1945    | Męski oddział roboczy. Drążenie sztolni, prace naziemne i budowlane, instalacja wodociągowa, kolejka wąskotorowa („Riese”).                        | | |
| 116. | AL Tannhausen (+ Zentralrevier Tannhausen) | Jedlinka                                                      | IV/V 1944 – 8 V 1945     | Męski oddział roboczy. Prace rozładunkowe, magazynierskie i budowlane. Pełnił również funkcję szpitala obozowego przeniesionego później do Kolców. | Około 1200 więźniów (nie licząc chorych z rewiru). | Websky, Hartmann & Wiesen AG |
| 117. | AL Wolfsberg                               | Walim/Jugowice, przy górze Włodarz                            | V 1944 – V 1945          | Podobóz męski. Prace naziemne, kanalizacyjne i budowlane w rejonie góry Włodarz                                                                    | Wiele tysięcy osób, ustalono 2850 nazwisk | Lamm, Stohl&Butzer, Ackermann, Dübner, Vereinigte Deutsche Metallwerke, Klemma, Otto Weil, Gepard, Jank, Hotzo, Hutto, Tebe u. Bueer i ponad 20 innych firm. |
| 118. | AL Wüstegiersdorf I                        | Głuszyca                                                      | koniec 1943 – 8 V 1945   | Podobóz męski. Głównie prace budowlane w górach Osówka, Soboń                                                                                      | Stan dzienny ok. 1000 osób | |
| 119. | AL Wüstegiersdorf II                       | Głuszyca                                                      | 1944 – początek 1945     | Kobiecy oddział roboczy. Praca w zakładach zbrojeniowych.                                                                                          | Stan dzienny ok. 1000 osób | Friedrich Krupp AG |
| 120. | Waldlager Wüstewaltersdorf                 | Głuszyca                                                      | V 1944? – II 1945        | Męski oddział roboczy, 3 grupy więźniów. Praca w lesie przy wywożeniu gruzu z podziemnych chodników.                                               | Około 1500 osób. | |